# Sette capitribù magiari

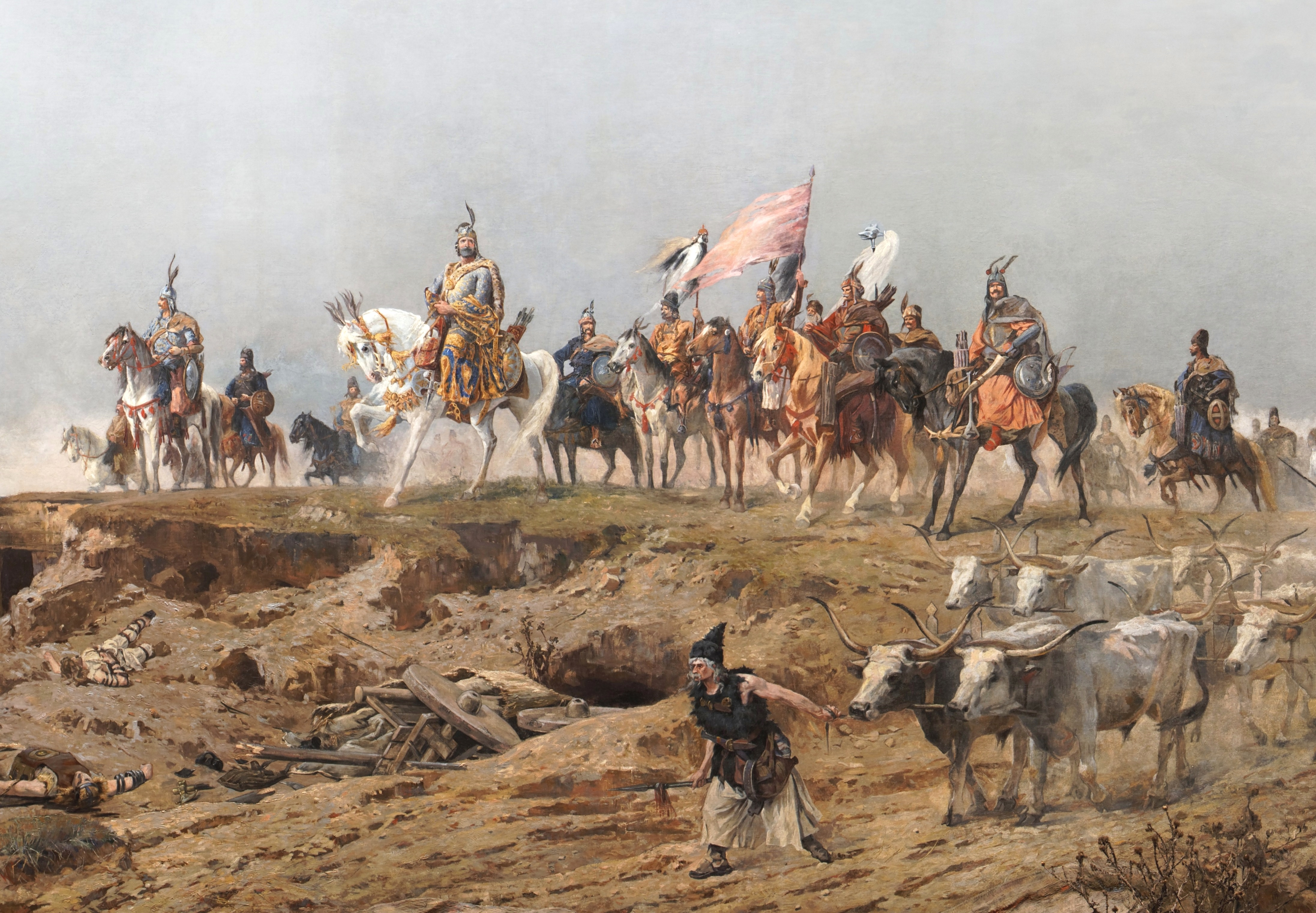
I sette capi ungari, dettaglio del ciclorama intitolato Arrivo degli Ungheresi di Árpád Feszty

I sette capitribù magiari erano i rappresentanti principali al comando del rispettivo numero di comunità ungare al momento del loro arrivo nel bacino dei Carpazi nell'895 d.C. 

## Storia
Costantino VII, imperatore di Costantinopoli, nomina le sette tribù nel suo De administrando imperio, fornendo un elenco che trova dei punti di contatti con i nomi di alcuni insediamenti ungheresi. Tuttavia, resta ancora incerta l'esatta identità dei personaggi in esame, poiché le ulteriori cronache che li menzionano forniscono informazioni e indicazioni contraddittorie, tanto che di alcune di esse è ormai certa l'inaffidabilità.

## Capitribù

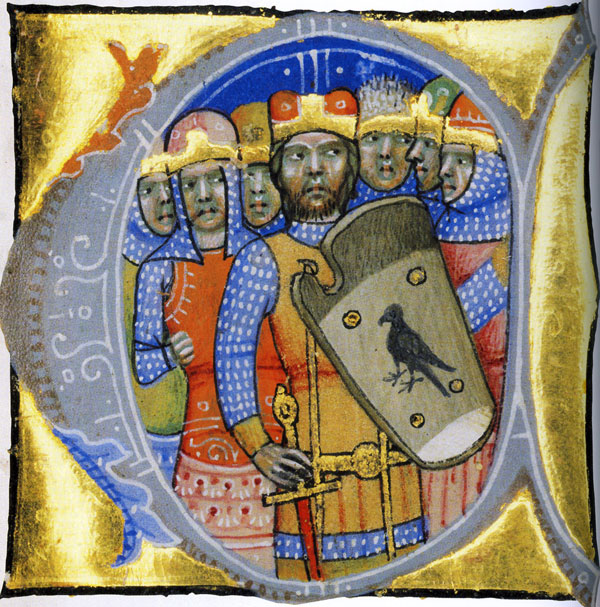
I capi delle sette tribù ungare raffigurati nella Chronica Picta

Mentre Costantino VII non fornisce i nomi dei capitribù, pur descrivendo alcuni aspetti della società magiara, alcuni autori basso-medievali ungheresi vanno maggiormente nel dettaglio.

### Anonimo
Un famoso cronista ungherese e autore delle Gesta Hungarorum, il cui nome è sconosciuto e viene indicato tradizionalmente come anonimo notaio di re Béla, riferisce i seguenti nominativi dei sette capitribù:
- Álmos, padre di Árpád
- Előd, padre di Szabolcs
- Ond, padre di Ete
- Kend (Kond, Kund), padre di Kurszán e di Kaplon
- Tas, padre di Lél (Lehel)
- Huba
- Töhötöm (Tétény), padre di Harka

Con grande verosimiglianza, ogni figura menzionata in questo elenco potrebbe corrisponde a membri dell'aristocrazia magiara di una certa levatura dell'epoca, malgrado siano certamente falsi quasi tutti i nomi dei sette capi che diedero il via alla conquista del bacino dei Carpazi. Costantino VII Porfirogenito indica Tas come nipote di Árpád, ma le relazioni interne tra i primi comandanti ungheresi restano ancora avvolte dal mistero.

### Simone di Kéza
Il cronista ungherese Simone di Kéza nomina sette comandanti a guida delle rispettive tribù:
- Árpád, figlio di Álmos, che era figlio di Előd e, a sua volta, di Ügyek
- Szabolcs
- Gyula
- Örs
- Künd, padre di Kusid e Kupian
- Lél
- Bulcsú (o Vérbulcsú, letteralmente "Sangue-Bulcsú"), la cui origine del nome si deve al fatto che «suo padre fu ucciso dai tedeschi nella battaglia di Krimhild» e questi, per vendetta, «bevve il sangue di alcuni nemici come se fosse vino».[1]

Poiché questa lista presenta al suo interno ancor più elementi leggendari, essa risulta ancora meno credibile di quella dell'anonimo. Soltanto Árpád e Szabolcs possono essere ritenuti verosimilmente vissuti all'epoca della conquista.

## Statue
A Budapest, la capitale dell'Ungheria, la Piazza degli Eroi, meglio conosciuta localmente come Hősök tere, vanta delle enormi sculture che rappresentano i diversi capitribù attorno a una grossa colonna centrale. Alla base del pilastro, si contano sette figure che rappresentano i comandanti magiari che guidarono il popolo ungherese nel bacino dei Carpazi. Davanti a tutti c'è Árpád, considerato il fondatore della nazione ungherese. Dietro di lui ci sono i capi tribù Előd, Ond, Kond, Tas, Huba, e Töhötöm. Al di là della rappresentazione artistica, sopravvivono ben pochi elementi storici su questi personaggi, ragion per cui il loro aspetto e i loro cavalli sono considerati frutto della fantasia degli scultori piuttosto che storicamente accurati.

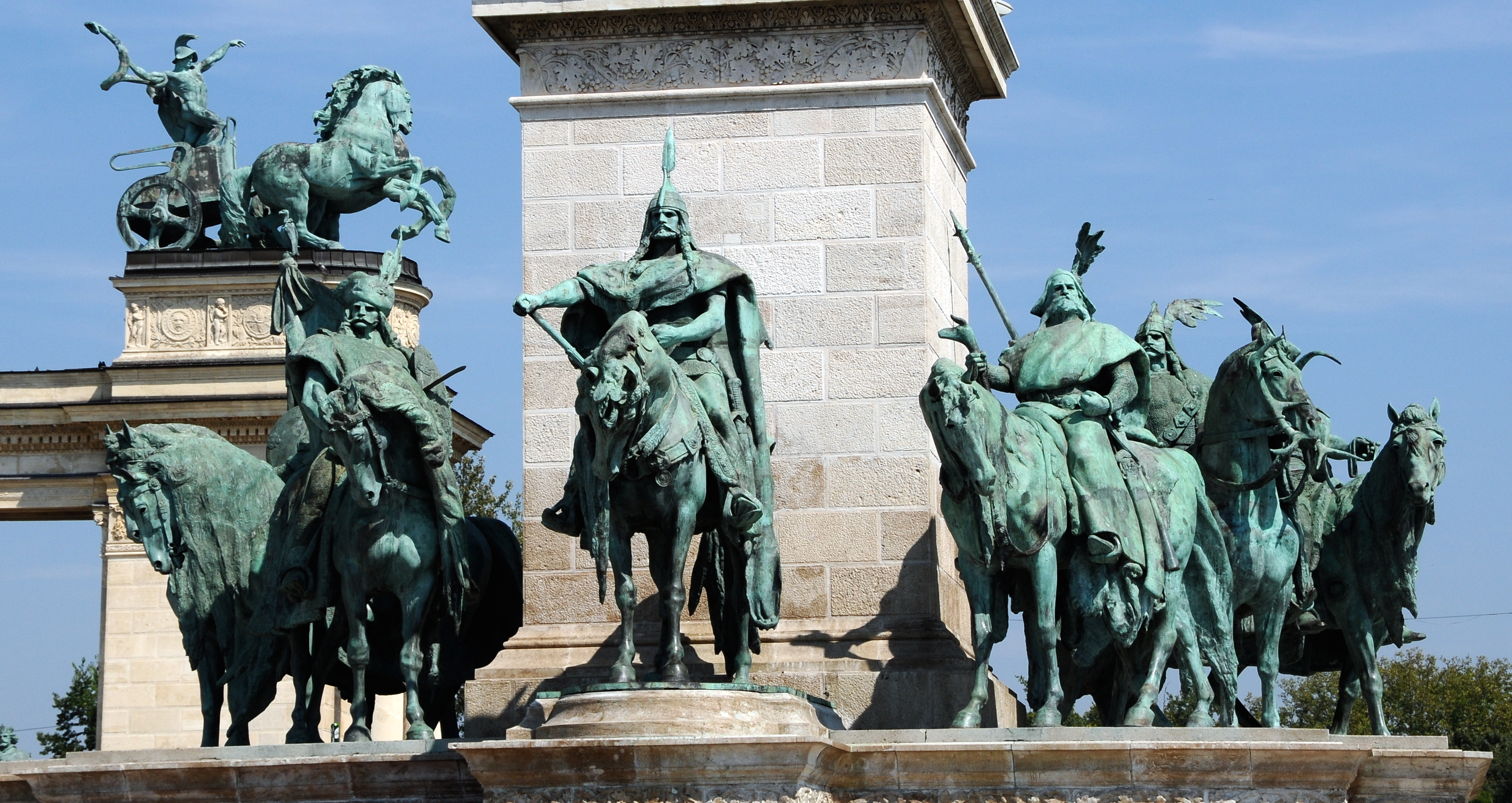
Le statue dei sette capitribù presso Hősök tere (Piazza degli Eroi) a Budapest
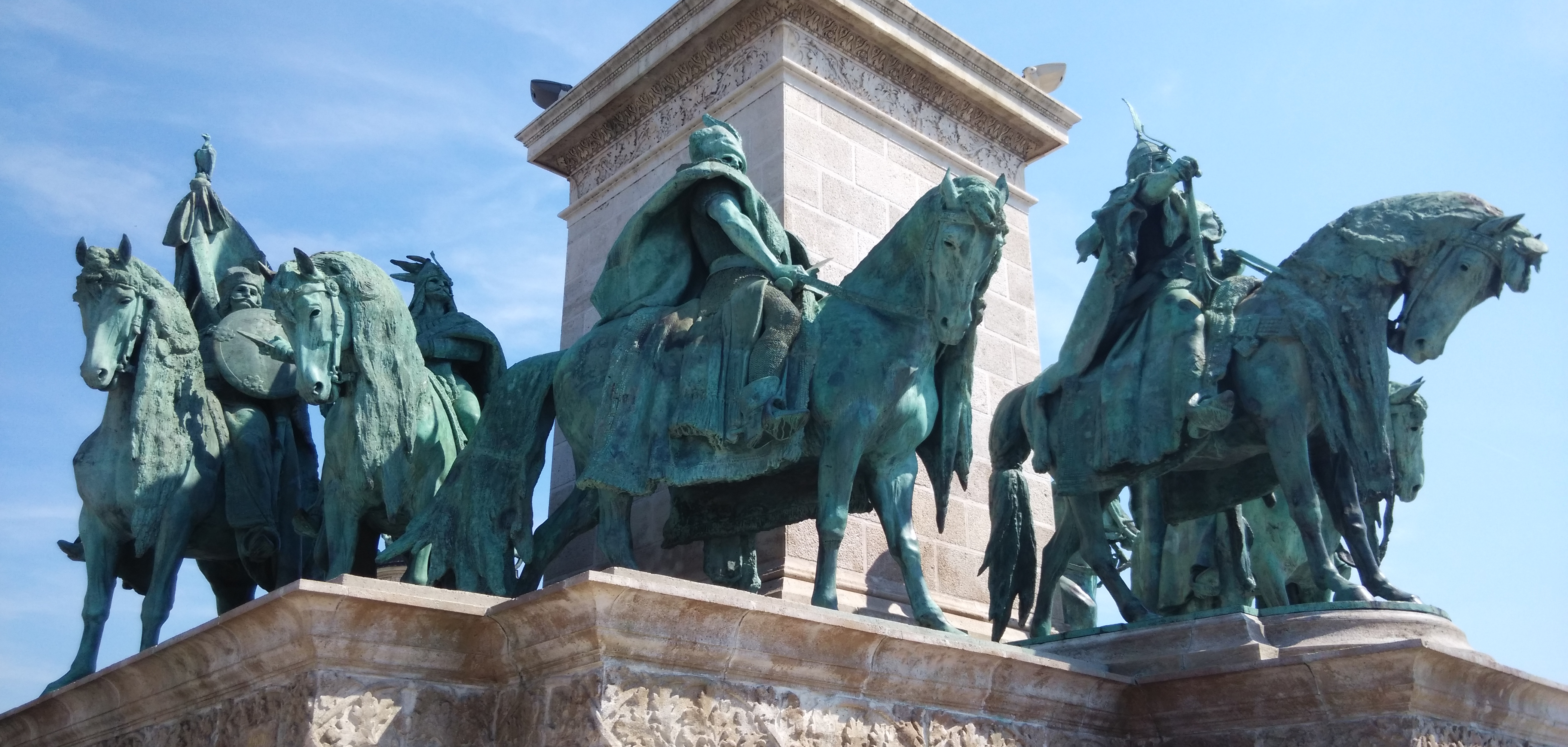
Vista laterale sinistra di alcune delle statue dei sette capitribù magiari
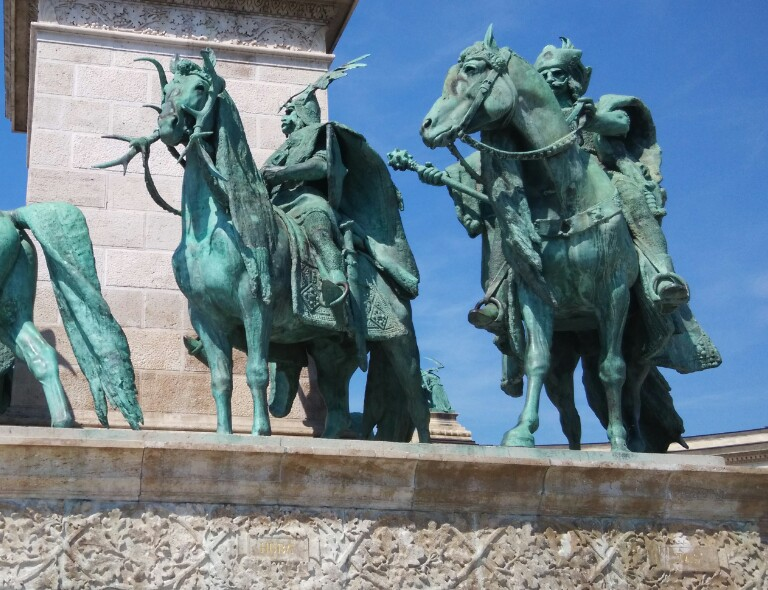
Scorcio laterale di due delle sette statue dei sette capitribù magiari. A sinistra: Huba. A destra: Tas
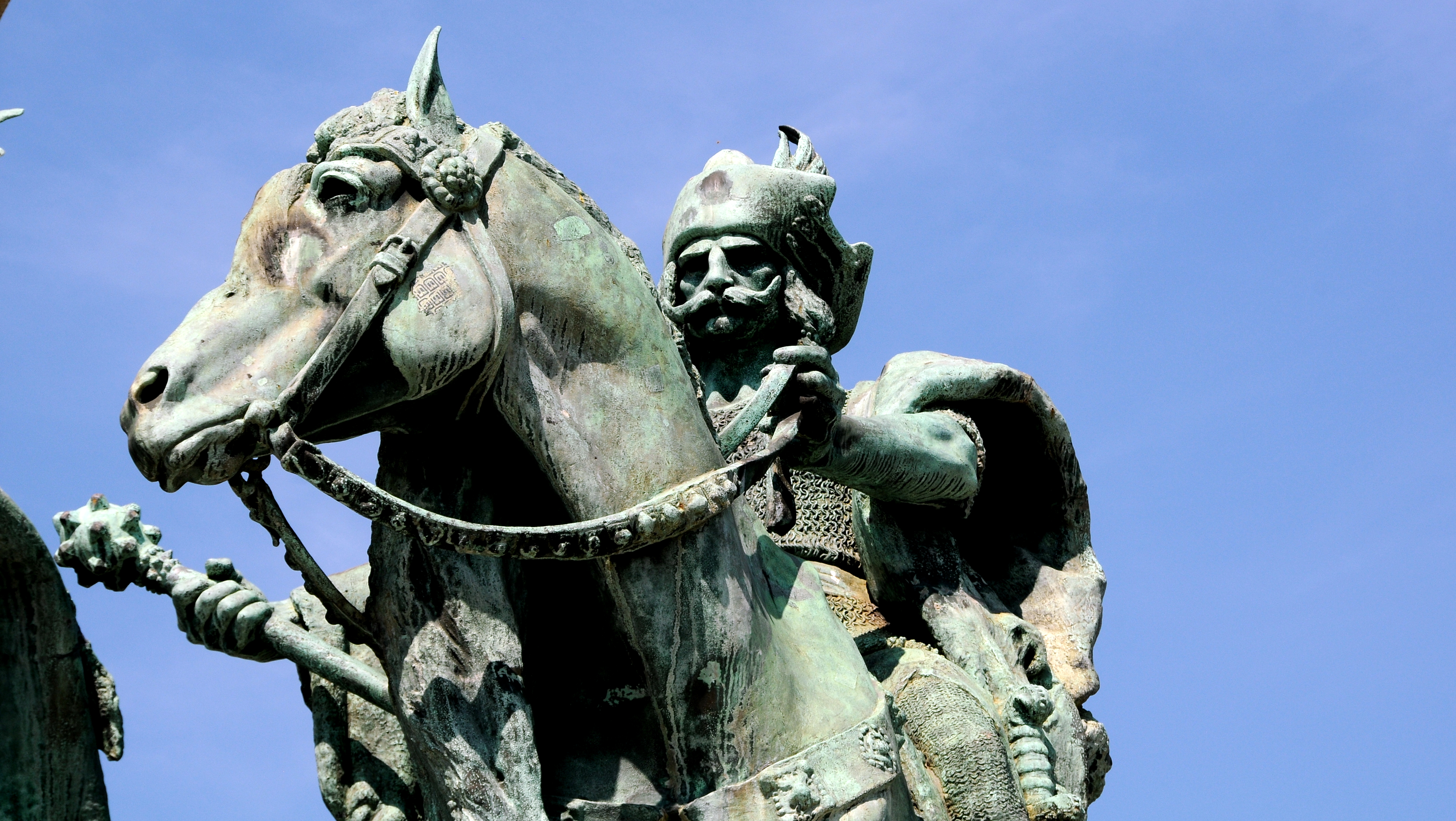
Tas, uno dei capi magiari
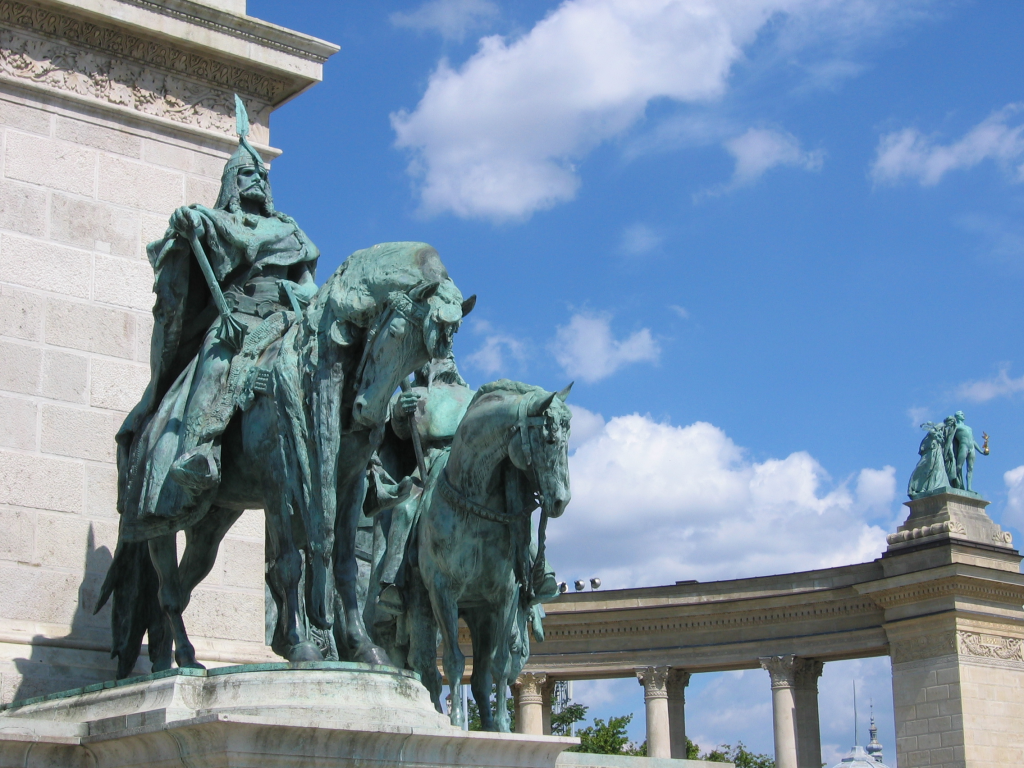
Árpád alla guida degli altri aristocratici
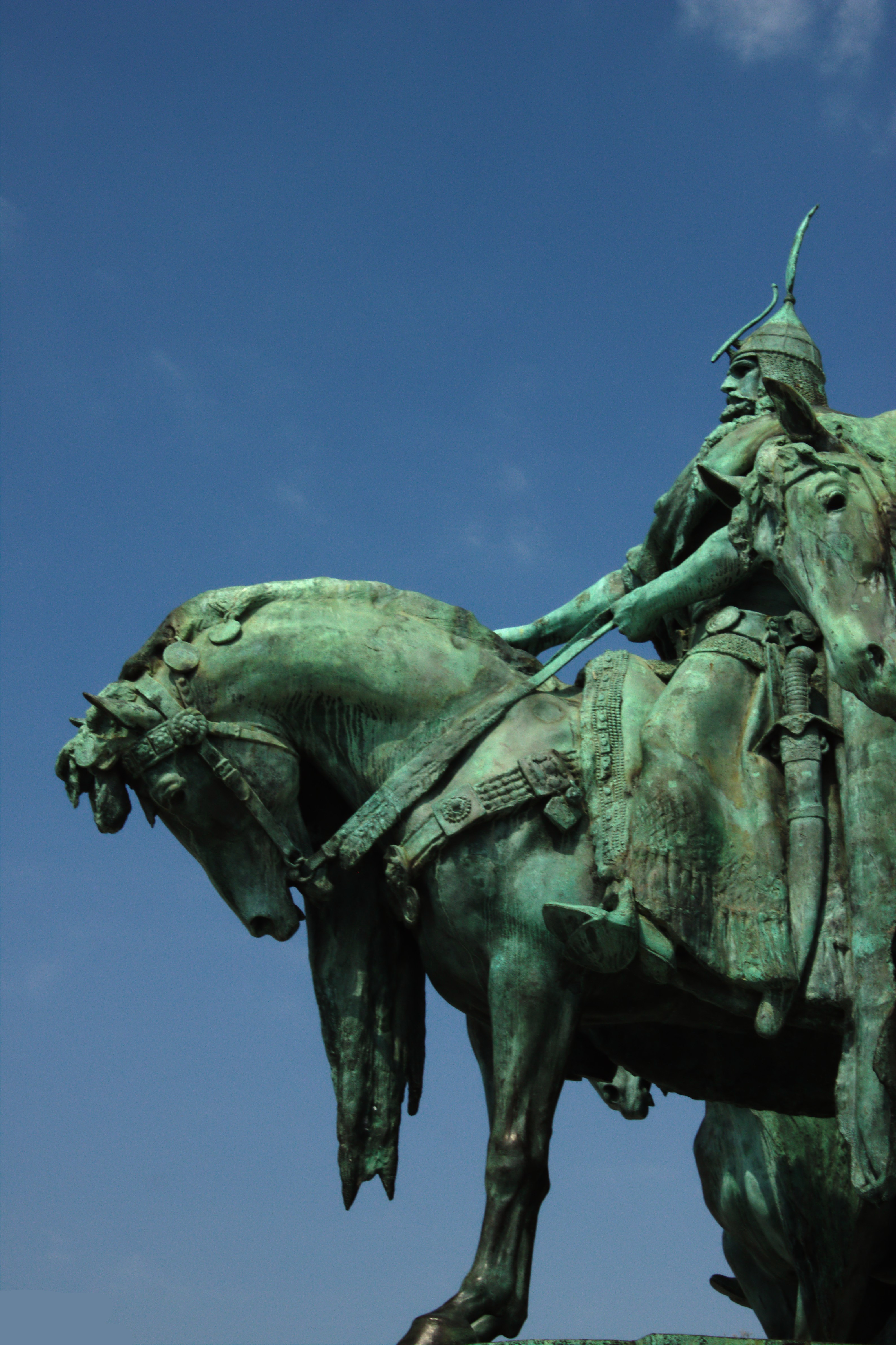
Profilo sinistro di Árpád